# Santa Ana (Volk)

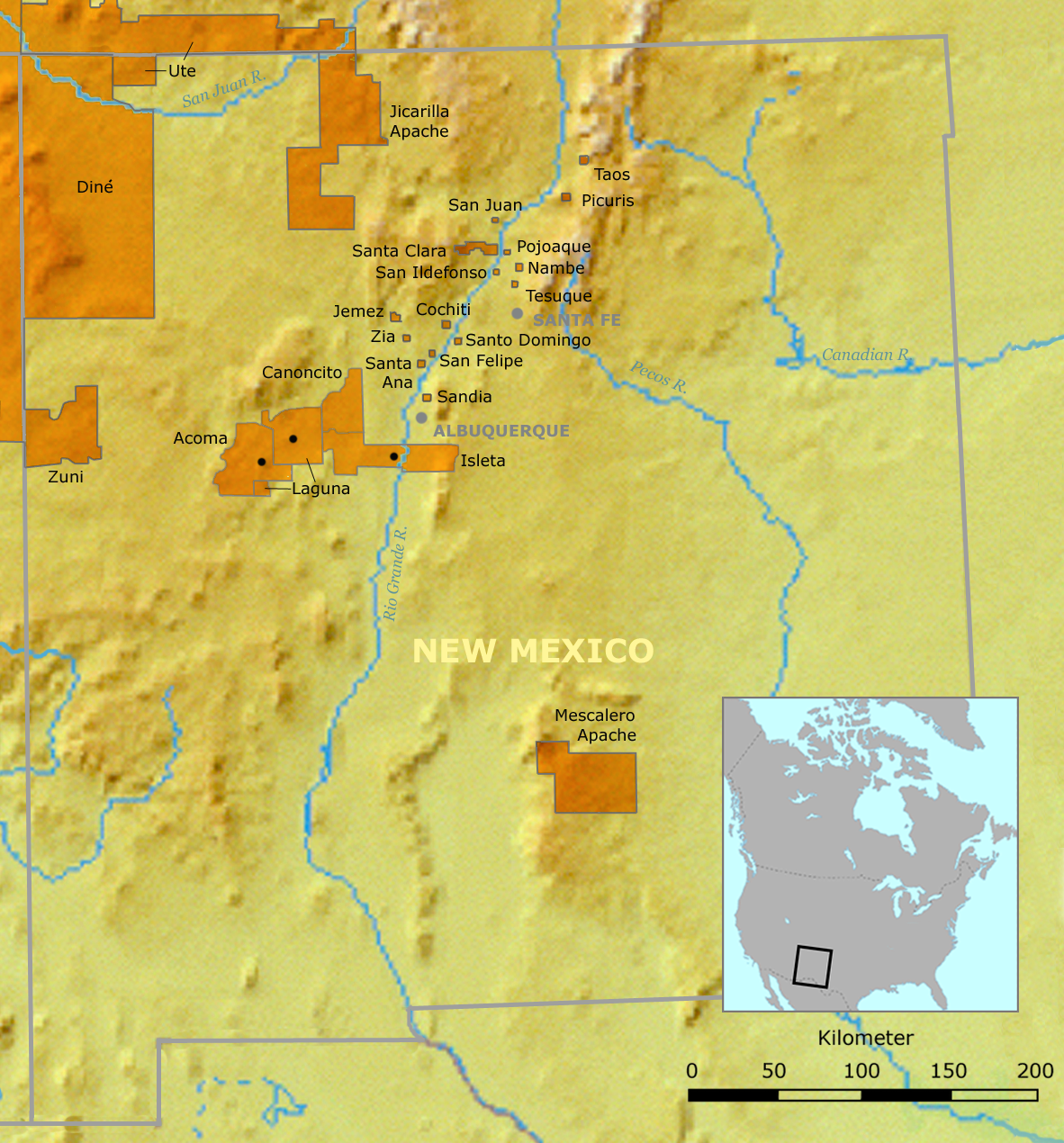
Lage des Santa-Ana-Pueblos, benachbarter Pueblos und Reservate in New Mexico

Die Santa Ana Pueblo oder Tamaya Pueblo (auch Tamaiya Pueblo, nennen sich Tamayame - ‘Volk von Tamaya’, dem traditionellen Namen des Pueblos) zählen zu den Pueblo-Völkern und sprechen Östliches Keres, das heute als Isolierte Sprache gilt. Der Name leitet sich von der spanischen Bezeichnung für die Heilige Anna ab, da die Spanier ihre Missionen nach Heiligen der katholischen Kirche benannten. Viele Missionen wiederum wurden zu Keimzellen neuer Pueblo-Gemeinschaften oder neben bestehenden Pueblos zur Missionierung der Indianer errichtet. 
Der Pueblo liegt im Südwesten der USA am Rio Grande in New Mexico, zwischen den Städten Santa Fe und Albuquerque. Der Mangel an Ackerland und Wasser zur Bewässerung hat zur praktischen Aufgabe des Pueblos Santa Ana geführt. Die meisten Stammesmitglieder leben heute in Ranchos de Santa Ana, einer Farmgemeinde am Rio Grande in der Nähe von Bernalillo, nördlich von Albuquerque. Nur ein paar Leute sind zurückgeblieben, um den Pueblo zu bewachen.

## Geschichte
Im Jahre 1598 suchte Juan de Oñate den Pueblo Tamaja auf, den er in Santa Ana umbenannte, und im 17. Jahrhundert wurde dort eine Mission erbaut. Beim Pueblo-Aufstand im Jahr 1680 vereinigten Santa Ana, San Felipe und Santo Domingo ihre Streitkräfte, um die spanischen Siedler aus ihrem Land zu vertreiben.
Pedro de Posada, der Gouverneur von El Paso, führte 1687 einen Angriff gegen Santa Ana und brannte das Dorf nieder. Die Geflüchteten vereinigten sich mit den Überlebenden von Zia und errichteten einen Pueblo auf der Red Mesa in der Nähe von Jemez als Schutz gegen die Spanier.

## Kultur
Die heutige Kirche von Santa Ana stammt aus dem Jahr 1734 und könnte Teile der alten Mission enthalten. In Santa Ana gibt aktive Feierlichkeiten, bei denen die Bevölkerung in ihren Pueblo zurückkehrt, um zeremonielle Tänze zu veranstalten. Zu allen anderen Zeiten ist der Pueblo für Besucher geschlossen.
Als Ergebnis der Wiedereinführung der Töpferei in den 1940er Jahren gibt es wieder Töpferwaren in begrenzter Menge. Kreuze aus Holz mit eingelegtem Stroh (eine von den Spaniern übernommene Volkskunst) und kleine, bemalte holzgeschnitzte Tiere werden ebenfalls hergestellt. Der US-Zensus im Jahr 2000 ergab 589, davon 400 ständige Bewohner, in dem rund 77 km² großen Reservat.